# Kevin Yuan
Kevin Yuan (...) è un ex giocatore di football americano francese che ha giocato come defensive back.